# Samcche-Dżawachetia
Samcche-Dżawachetia (gruz. სამცხე-ჯავახეთი, zwana też Meschetią) – region w południowej Gruzji, ze stolicą w Achalciche. Samcche-Dżawachetia obejmuje sześć prowincji: Achalciche, Adigeni, Aspindza, Bordżomi, Achalkalaki i Ninocminda. Region graniczy z Gurią i Imeretią od północy, Dolną Kartlią i Wewnętrzną Kartlią od północnego wschodu, Armenią i Turcją od południa, Adżarią od zachodu. Przez region przepływa rurociągiem ropa naftowa z Baku do Ceyhan oraz gaz ziemny z Azerbejdżanu do Turcji.

## Geografia
Prowincje Samcche-Dżawacheti, wraz z liczbą mieszkańców (2016):
- Achalciche – 18 000 (miasto), 20,800 (gmina)
- Adigeni – 16 500
- Aspindza – 10 400
- Achalkalaki – 45 200
- Bordżomi – 25 100
- Ninocminda – 24 500

W krajobrazie Samcche-Dżawachetii dominują wulkaniczne, głębokie wąwozy oraz niewysokie pasma górskie.

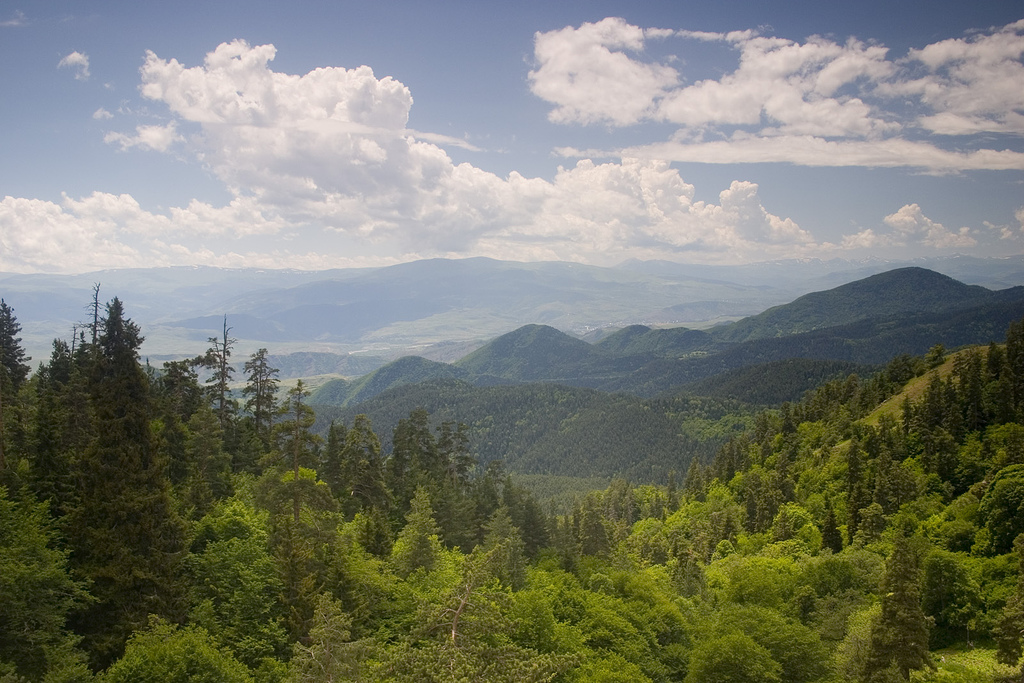
Park Narodowy Bordżomi-Charagauli

Gruzini określają Dżawachetię mianem „gruzińskiej Syberii”. Taką ocenę zawdzięcza surowym zimom, kiedy to temperatura potrafi spaść poniżej -20 °C, za co odpowiada dość suchy, kontynentalny klimat i znaczne wyniesienie nad poziom morza.
W północnej części regionu niedaleko Bordżomi znajduje się Park Narodowy Bordżomi-Charagauli, jest on częścią Małego Kaukazu. Park jest jednym z największych w Europie, pokrywa on ponad 76 tys. ha pierwotnego lasu oraz górskich i wysokogórskich łąk.

## Demografia

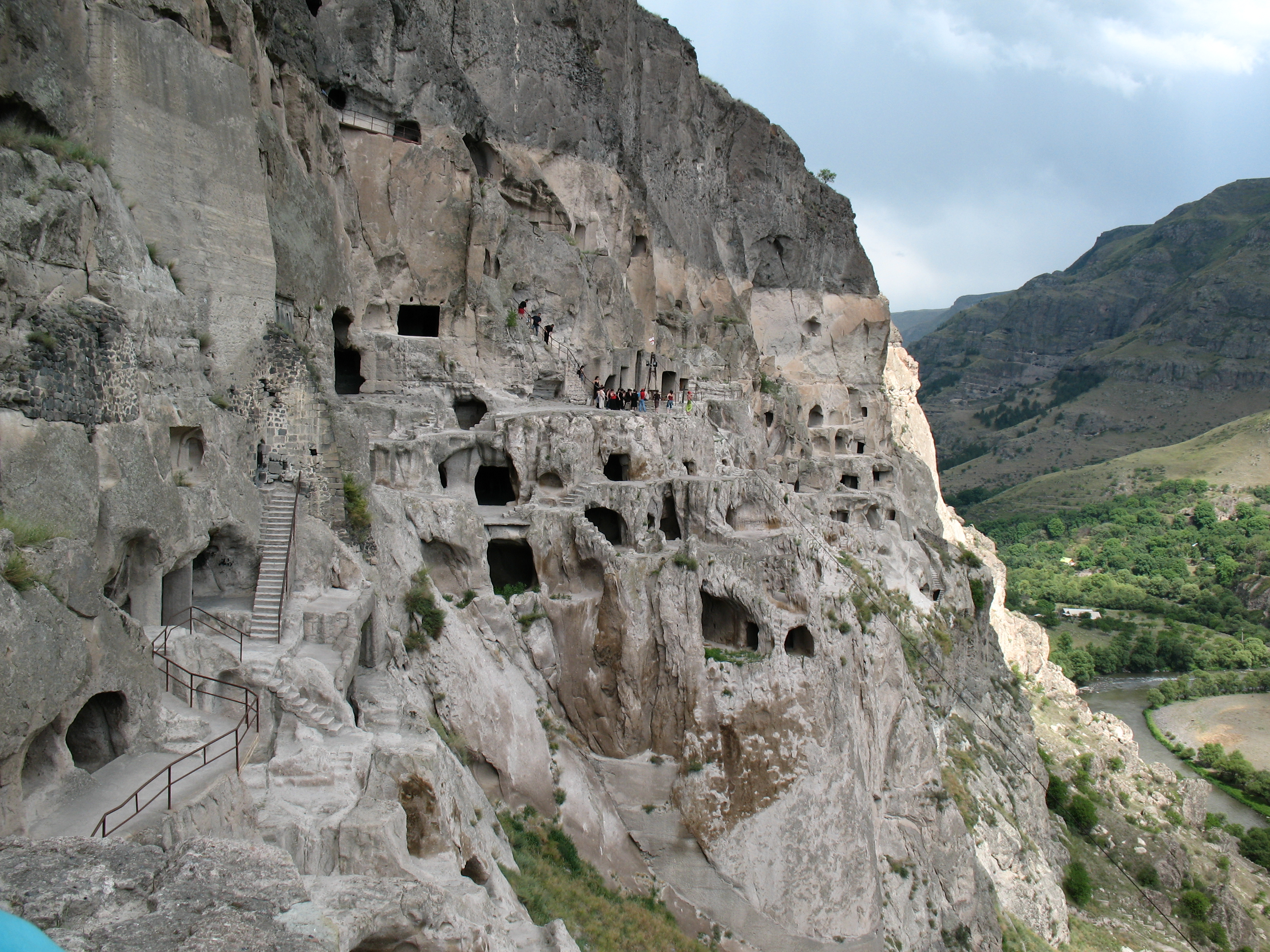
Widok na Wardzię – skalne miasto, w dolinie rzeka Kura

Zgodnie ze spisem ludności z 2014 roku, region w większości zamieszkują Ormianie Dżawacheccy, którzy stanowią 50,5% ludności Samcche-Dżawachetii, a Gruzini 48,3% populacji. Pozostałe nacje to Osetyjczycy oraz Grecy pontyjscy. Ormianie są najsłabiej reprezentowaną społecznością w regionie. Podobnie jak Abchazi czy Południowi Osetyjczycy domagają się oni autonomii, jednak ich „walka” o suwerenność w odróżnieniu od narodów z północy Gruzji, ma charakter niemal zupełnie bierny. Zamieszkują południowo-wschodnią część regionu i w znaczącej części są zatrudnieni w rosyjskich bazach wojskowych. Jednocześnie region ten wolny jest od targających innymi regionami Kaukazu konfliktów na tle etnicznym.
Region ten zamieszkiwali Turcy meschetyjscy zesłani przez Stalina w 1944 r. do Kotliny Fergańskiej, zarzucał im sprzyjanie armii niemieckiej. Ich miejsce zajęli sprowadzeni z innych regionów Gruzini. W czasach implozji ZSRR dawni mieszkańcy Meschetii, tj. Turcy meschetyjscy padli w Ferganie ofiarą pogromów. Tragiczne wydarzenia z początku ostatniej dekady XX wieku nasiliły ich dążenia do powrotu w rodzinne strony. Obecnie władze Gruzji oraz miejscowi Ormianie odmawiają Turkom meschetyjskim tego prawa.

## Zabytki
Główne zabytki Samcche-Dżawachetia to skalne miasto – Wardzia, położone niedaleko miasta Aspindza oraz twierdza Chertwisi – jedna z najstarszych fortyfikacji w południowej Gruzji. Inne, warte uwagi zabytki to kompleksy klasztorne Sapary i Zarzmy.